# The Spiders from Mars
The Spiders from Mars è stata la band di supporto britannica che nei primi anni settanta accompagnava nei concerti e nelle registrazioni discografiche  la rockstar David Bowie (incisero insieme, fra le altre cose, la canzone Changes). Era composto dal chitarrista Mick Ronson (poi nella Rolling Thunder Revue di Bob Dylan), dal bassista Trevor Bolder (poi negli Uriah Heep) e dal batterista Mick Woodmansey.

## Storia
La genesi degli Spiders si può far risalire al 1969, durante il missaggio dell'album Space Oddity, quando il batterista John Cambridge presentò a David Bowie il suo amico Mick Ronson. Per Bowie fu l'occasione per la prima collaborazione con il chitarrista di Hull, che contribuì in particolare alla traccia Wild Eyed Boy from Freecloud. A questo primo incontro ne seguì un altro il 3 febbraio 1970, durante un concerto al Marquee Club di Londra, e due giorni dopo Ronson debuttò come chitarrista del nuovo gruppo che accompagnava Bowie, e che si sarebbe chiamato Hype di lì a qualche giorno, in occasione della sessione BBC per il Sunday Show di John Peel. Il 25 marzo gli Hype registrarono un'altra sessione per la BBC e cinque giorni dopo il gruppo fece il suo ultimo concerto, che fu anche l'ultimo concerto di John Cambridge con Bowie. Il mese successivo infatti, terminato il lavoro in studio per il singolo Memory of a Free Festival, il batterista tornò a Hull e fu sostituito da Mick Woodmansey su suggerimento di Ronson che aveva già suonato con lui nei Rats.
Durante l'estate, terminate le registrazioni di The Man Who Sold the World, il produttore e bassista degli Hype Tony Visconti se ne andò a causa di alcuni contrasti con Bowie. Mantenendo il nome della band ingaggiò il cantante dei Rats, Benny Marshall, che si aggiunse a Ronson e Woodmansey. Rinominata Ronno, la formazione pubblicò un singolo chiamato Fourth Hour of My Sleep per l'etichetta Vertigo ma gli impegni di Visconti con Marc Bolan lo costrinsero ad abbandonare e venne sostituito al basso da Trevor Bolder, altra conoscenza di Ronson proveniente da Hull. Marshall non rimase a lungo nel gruppo e i Ronno si avviarono verso lo scioglimento.
Circa un anno dopo, nella primavera del 1971, Bowie telefonò a Ronson chiedendogli di tornare a Londra per partecipare alle registrazioni di Hunky Dory e gli chiese di portare con lui Mick Woodmansey e un bassista che potesse rimpiazzare Visconti. Ronson decise di portare proprio Trevor Bolder e il 25 settembre David Bowie e il suo nuovo gruppo suonarono al Friars Club di Aylesbury in quello che può essere considerato il primo concerto vero e proprio della band che presto sarebbe diventata nota come The Spiders from Mars.
Nel 1972 gli Spiders affiancarono Bowie durante la registrazione dell'epocale concept album The Rise and Fall of Ziggy Stardust and the Spiders from Mars e durante l'imponente Ziggy Stardust Tour che si protrasse con numerose tappe anche l'anno successivo.
Durante l'ultimo concerto, tenutosi il 3 luglio 1973 all'Hammersmith Odeon di Londra, Bowie annunciò ai numerosi fan accorsi (e all'insaputa degli altri membri della band) la "fine" di Ziggy Stardust e, di conseguenza, degli Spiders from Mars:
Il concerto venne immortalato nell'album live Ziggy Stardust - The Motion Picture e nel video omonimo, ma la collaborazione degli Spiders con Bowie proseguì con gli album Aladdin Sane e Pin Ups, entrambi del 1973, anche se nel secondo caso Woodmansey venne rimpiazzato da Aynsley Dunbar alla batteria.

## La reunion del 1975
Nel 1975, due anni dopo che Bowie aveva "mandato in pensione" lo Ziggy Stardust e si era separato dagli Spiders from Mars, Woodmansey, assieme al bassista Trevor Bolder, ricostituì nuovamente il gruppo per pubblicare un album. Questo rese necessario il rinnovamento della formazione, con Dave Black alla chitarra solista e Pete McDonald nel ruolo di cantante. Ospite, in qualità di tastierista, era quel Mike Garson che era stato un componente di spicco della formazione di Bowie fin dai tempi dello Ziggy Stardust.
L'album venne pubblicato nel 1976 ma non ebbe successo, cosicché il gruppo si sciolse definitivamente nello stesso anno: Bolder divenne un membro degli Uriah Heep mentre Woodmansey formò una propria band, i Woody Woodmansey's U Boat.

## Stile
Il gruppo si era conformato a Bowie, sfoggiando uno stile appariscente durante le loro performance. La chitarra di Ronson e gli arrangiamenti musicali, esibiti dagli Spiders from Mars durante tutto il loro periodo di attività, non solo ricalcavano questo stile, ma gettarono anche delle solide basi per i futuri musicisti punk rock.

## Discografia

### Con David Bowie
Album in studio
- 1972 - The Rise and Fall of Ziggy Stardust and the Spiders from Mars
- 1973 - Aladdin Sane
- 1973 - Pin Ups

Raccolte
- 2000 - Bowie at the Beeb

### Come Spiders from Mars
- 1976 - Spiders from Mars

## Formazione
- Mick Ronson - chitarra elettrica (1971-1973; 1975-1976; morto nel 1993)
- Mike Garson - tastiera (1971-1973; 1975-1976)
- Trevor Bolder - basso (1971-1973; 1975-1976; morto nel 2013)
- Mick Woodmansey - batteria (1971-1973; 1975-1976)